# 横浜海上防災基地

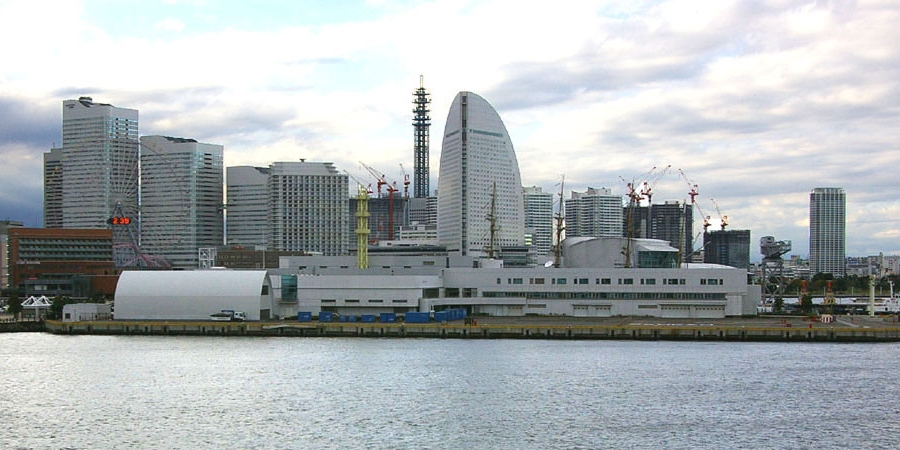
横浜海上防災基地

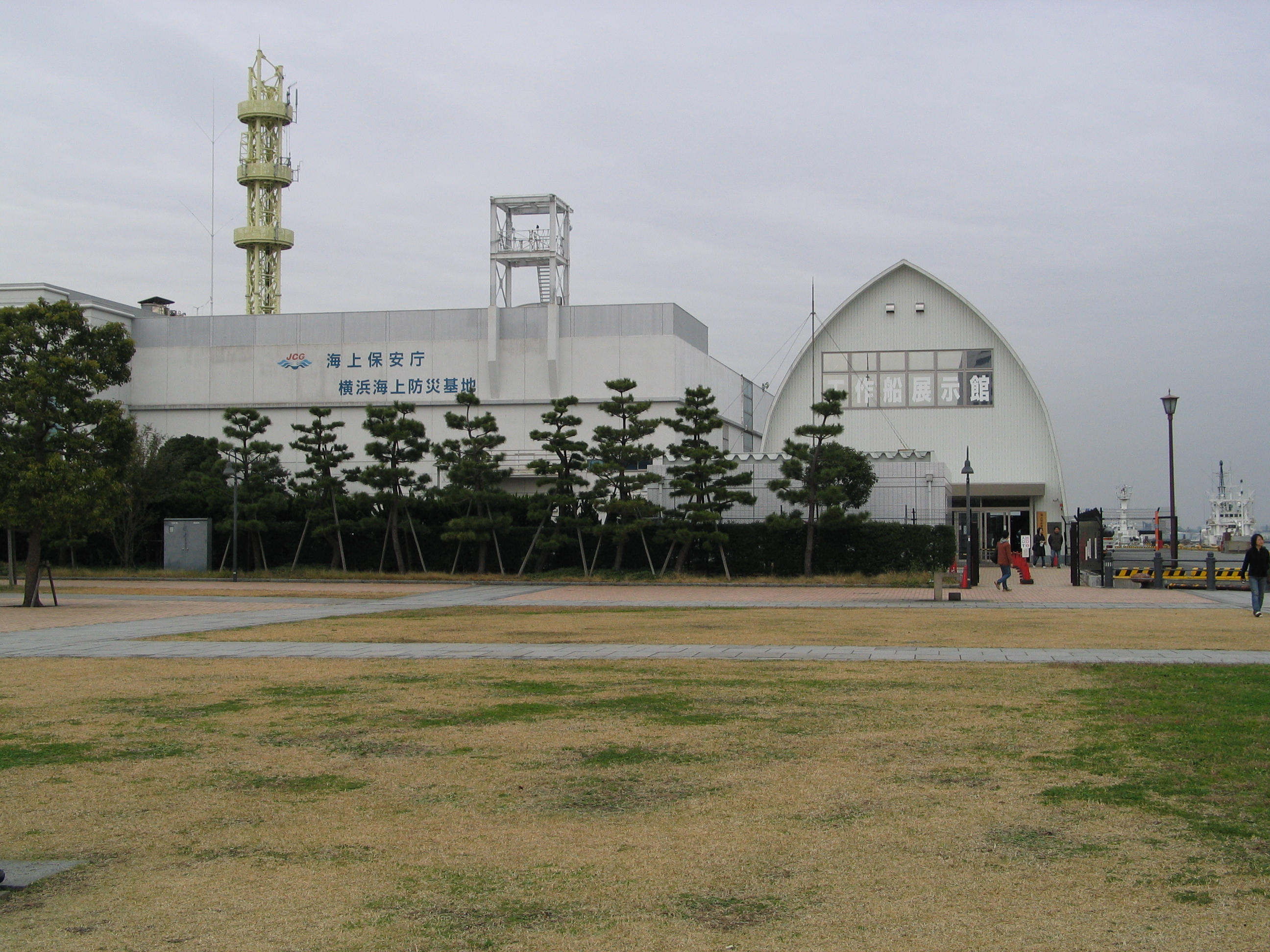
横浜海上防災基地（横浜赤レンガ倉庫側から撮影）

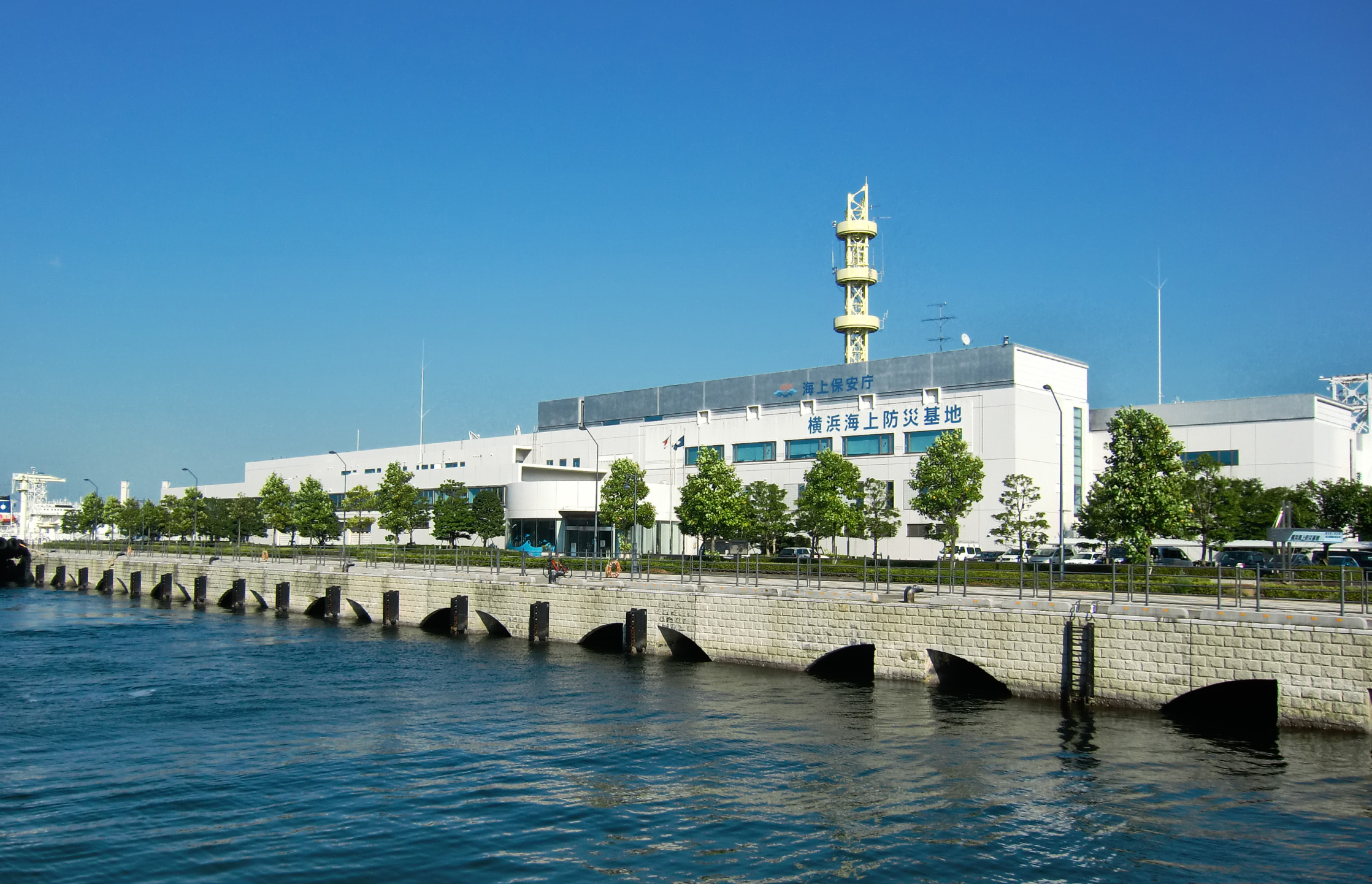
横浜海上防災基地（客船ターミナル側から撮影）

横浜海上防災基地（よこはまかいじょうぼうさいきち）は、神奈川県横浜市中区新港に所在する、海上保安庁の基地である。

## 概要
平常時は横浜海上保安部等の庁舎として、各種訓練・研究に使用されているが、大規模な海上災害発生時には、巡視船・航空機を利用した、災害応急対策活動の中核拠点としての機能をもつ。
また、併設されている「海上保安資料館 横浜館」（工作船展示館）では、九州南西海域工作船事件の際に、東シナ海で自爆・沈没し後に引き上げられた北朝鮮の工作船が展示されている（詳細は後節）。当基地の場所はみなとみらい地区の1街区に当たるが、横浜港新港埠頭の海側（奥まった所）にあるため、同地区の商業地からはやや外れた立地条件である。

## 海上保安資料館 横浜館
「工作船展示館」として、2001年（平成13年）12月22日に発生した九州南西海域工作船事件における北朝鮮の工作船と回収物などを展示している。工作員の武器については、検証終了後に安全化処理として銃身の内部や雷管を破壊され、武器としての能力を完全に喪失した状態で展示されている。
公開時間・休館日情報
- 公開時間：午前10時〜午後5時（最終受付は午後4時30分）
- 休館日：毎週月曜日（休日の場合は翌平日）/年末年始（12月29日〜1月3日）

※その他、臨時休館の場合もあり（第三管区海上保安本部のページの「最新情報」を要確認）
- 入館料：無料

### 工作船ギャラリー

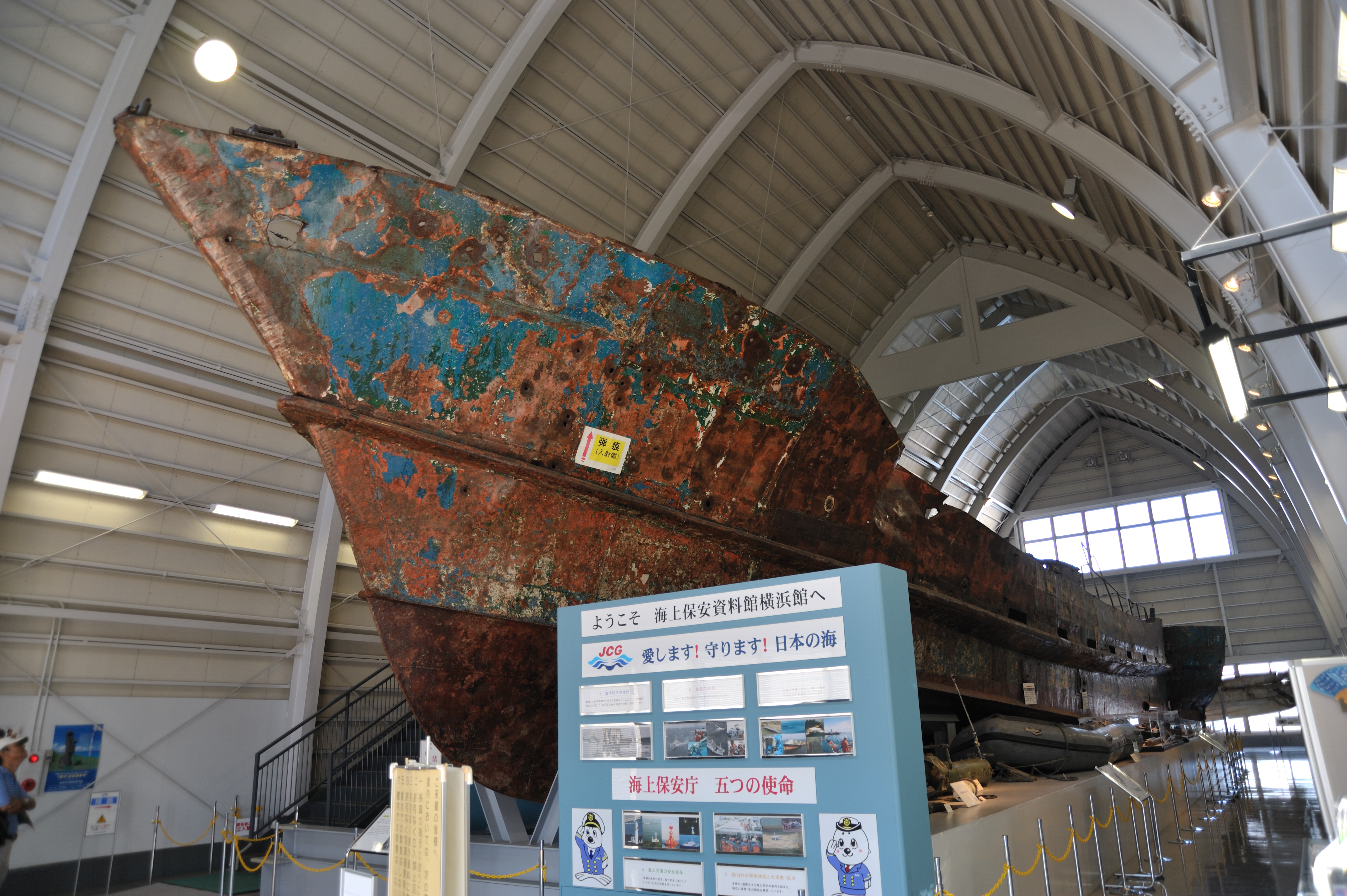
展示されている工作船船首部分
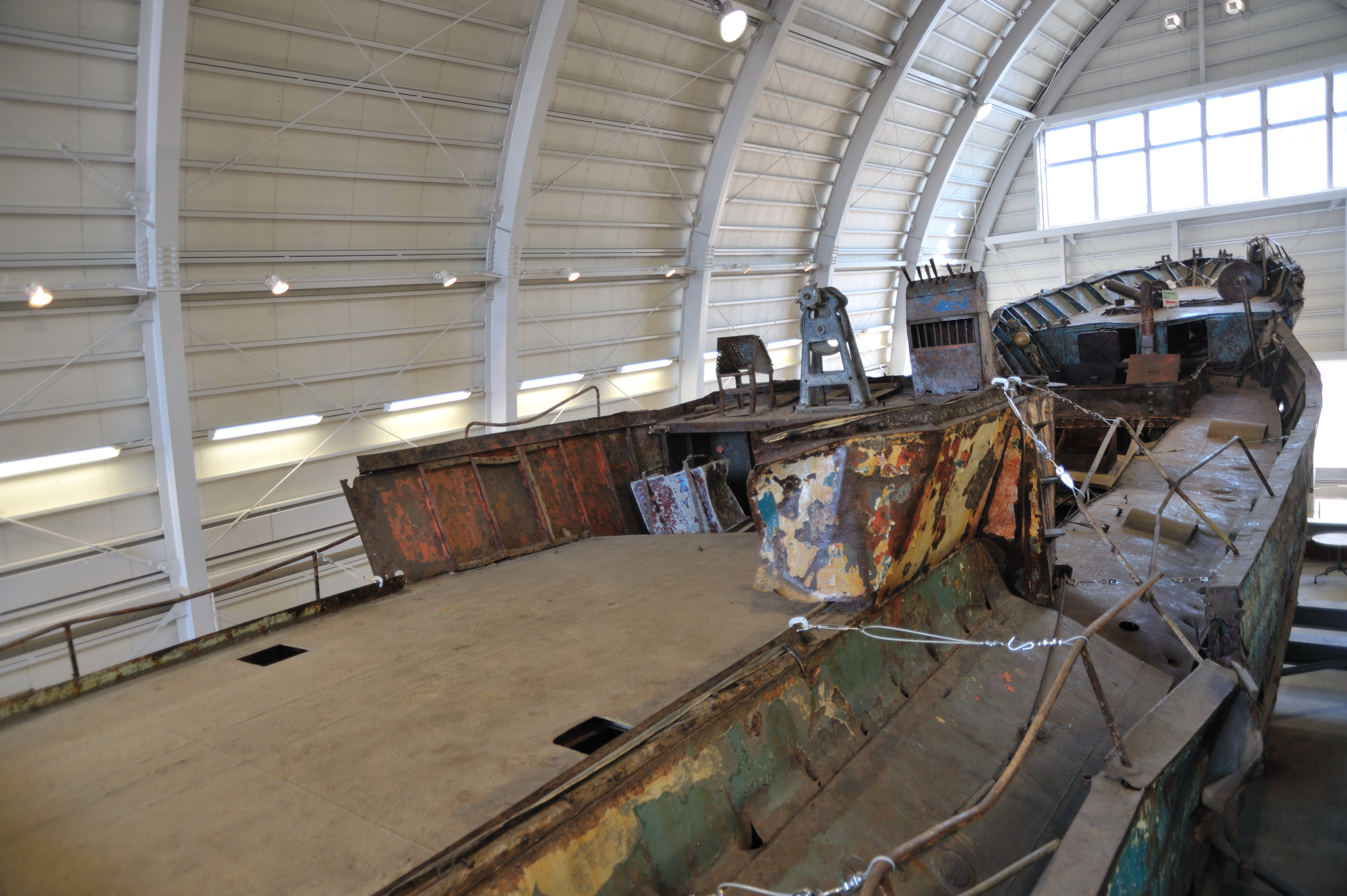
甲板から見た船首部分
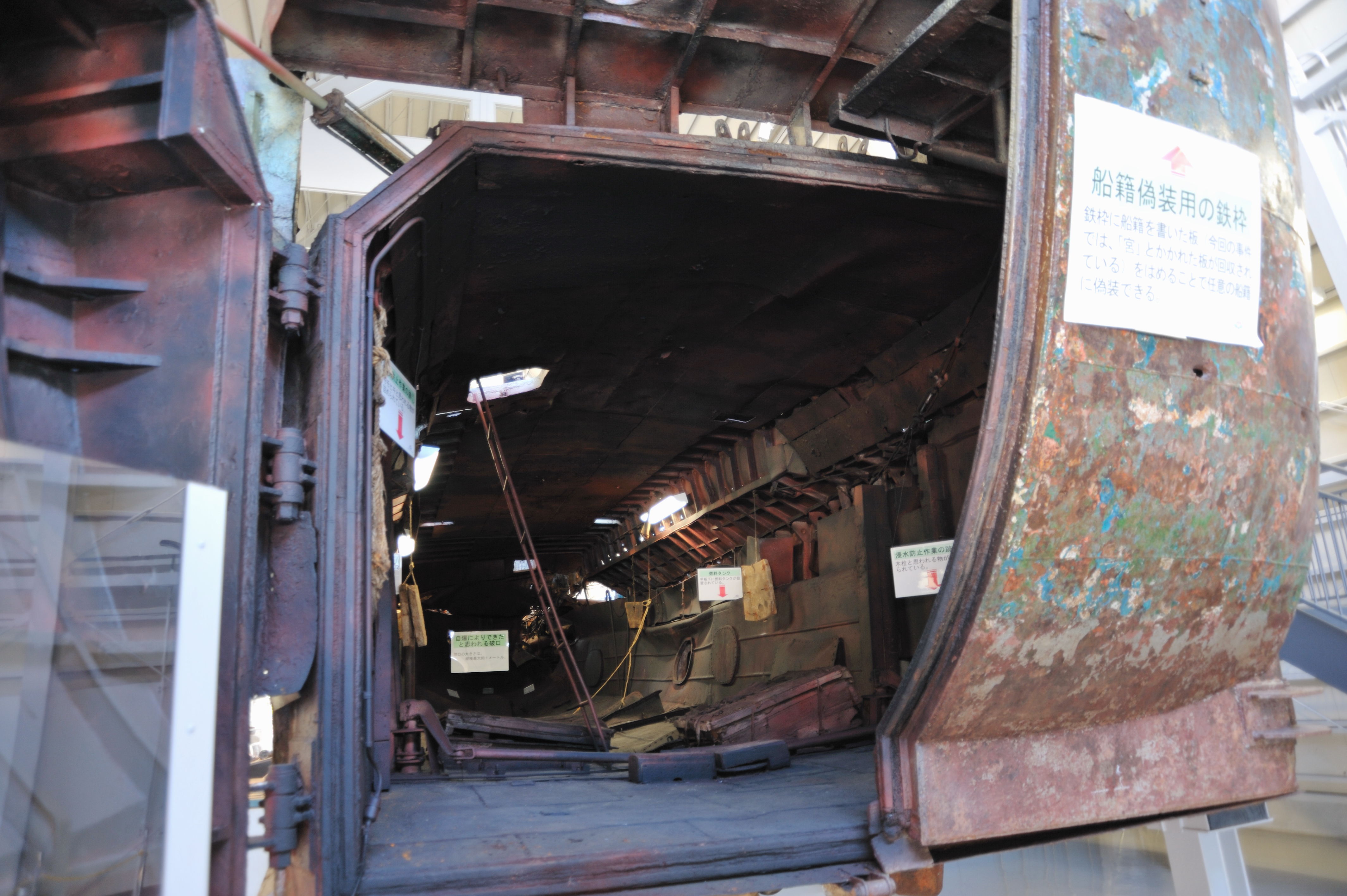
工作船船尾部分
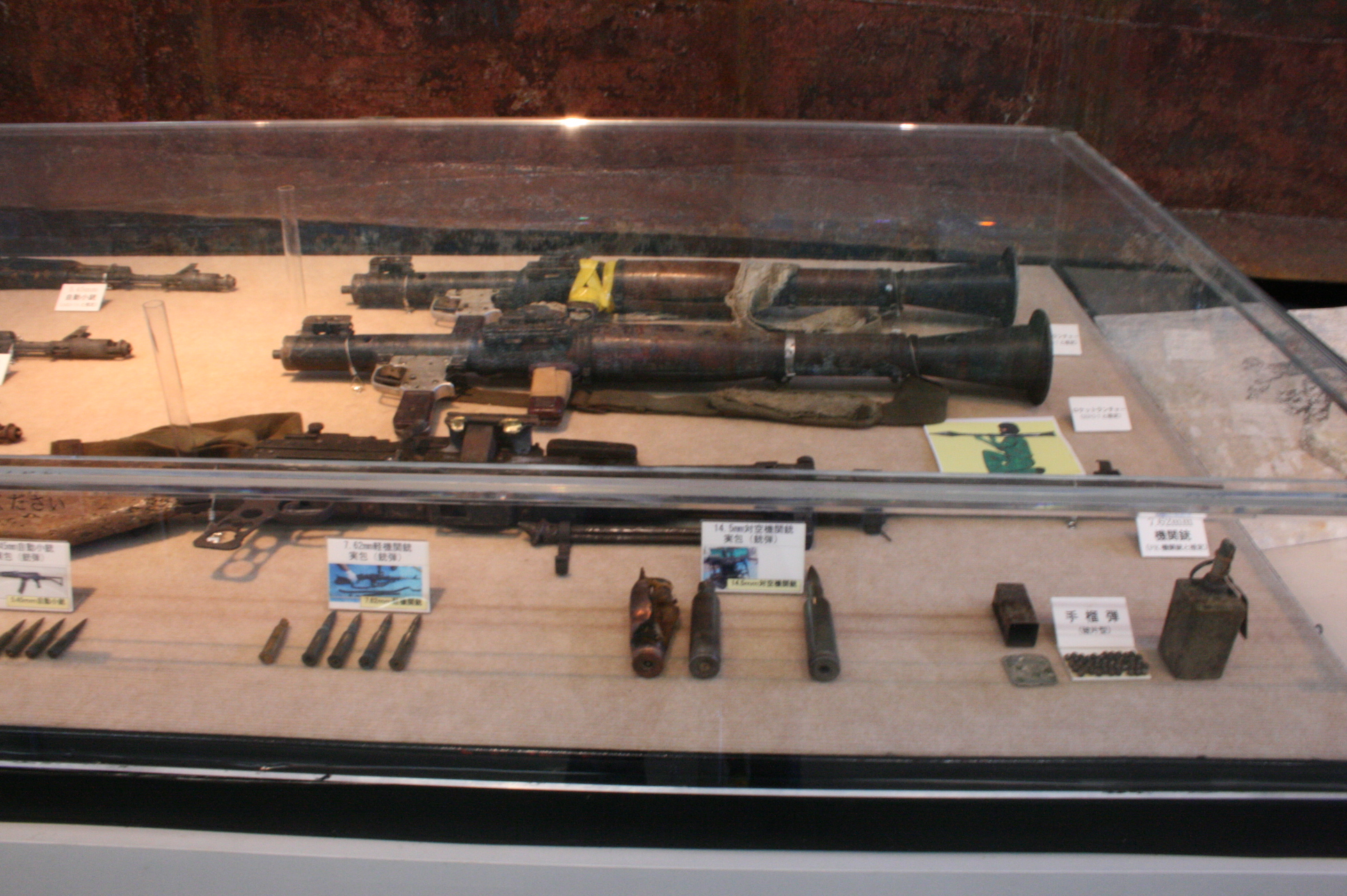
回収されたロケット砲
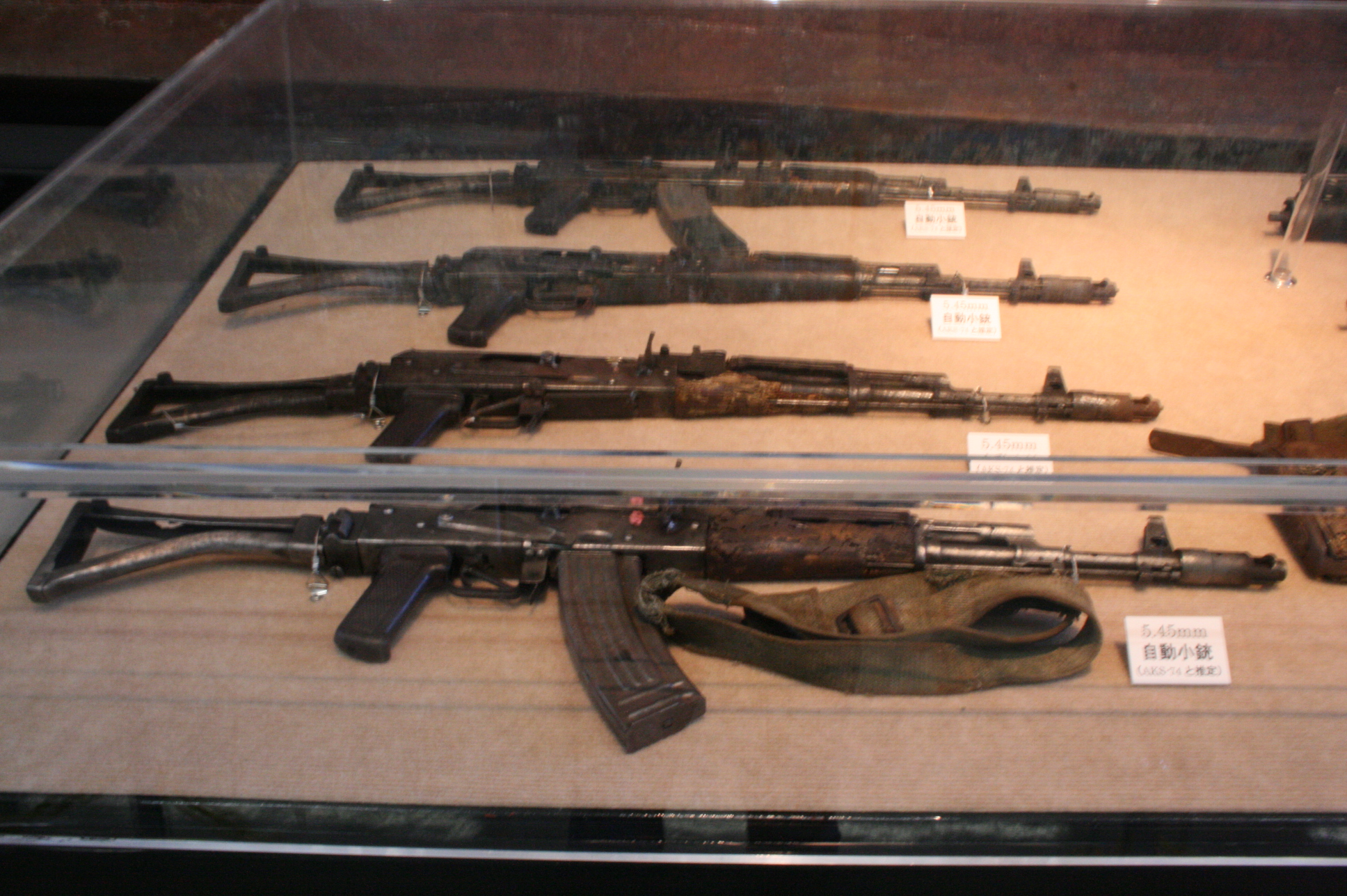
回収された小銃
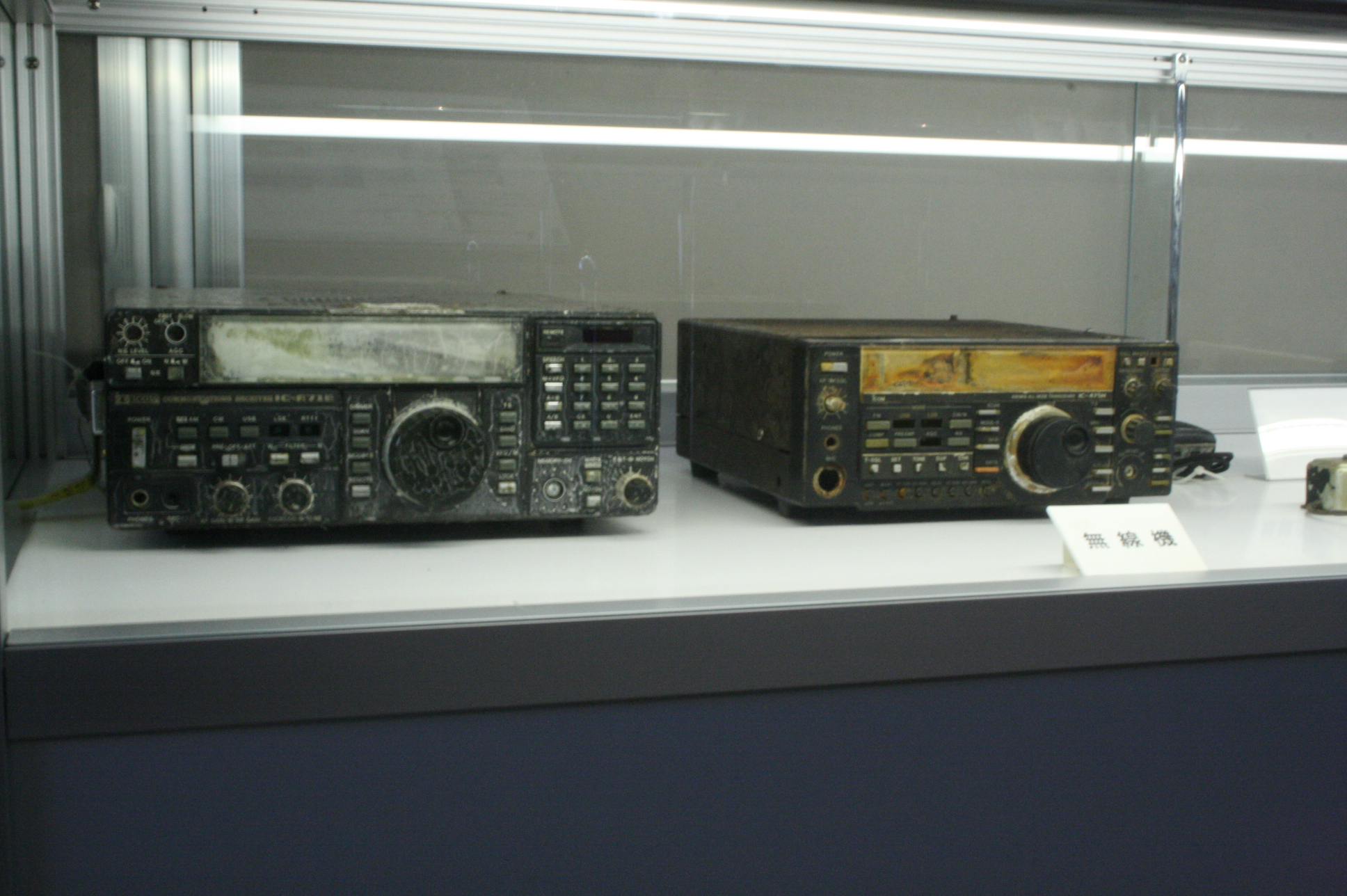
回収された無線通信機

## アクセス方法
- 電車
  - 横浜高速鉄道みなとみらい線：「馬車道駅」または「日本大通り駅」から徒歩8分
  - JR根岸線：「桜木町駅」から徒歩17分
  - 横浜市営地下鉄：「桜木町駅」から徒歩17分
- 横浜市営バス
  - 「赤レンガ倉庫バス停」から徒歩2分
- シーバス
  - 「ピアあかれんが」から徒歩2分
- 自動車
  - 首都高速横羽線「みなとみらい出入口」または「横浜公園出入口」